# Chaerephon plicatus
Chaerephon plicatus é uma espécie de morcego da família Molossidae. Pode ser encontrada na China, Vietnã, Laos, Camboja, Índia, Sri Lanka, Malásia e Filipinas.